# La Joueuse de clavicorde
La Joueuse de clavicorde est un tableau de Bernardo Cavallino réalisé entre 1645-1650, une peinture à l'huile conservée au musée des Beaux-Arts de Lyon.

## Histoire
Ce tableau ovale formait probablement une paire avec la Cantatrice, autre tableau de Cavallino, conservé au musée Capodimonte de Naples. Il a été acquis par le musée en 1968.

## Description
Le tableau montre une jeune femme qui s'apprête à jouer du clavicorde ; ses doigts sont en effet suspendus au-dessus des touches de l'instrument. Sa tête penchée en direction du spectateur, le regard direct et mystérieux, les cheveux noirs non coiffés, la bouche pulpeuse, elle porte un habit jaune or partiellement recouvert d'un manteau rose, tandis que des jeux d'ombres et de lumières soulignent la blancheur du visage malgré quelques touches de rose au niveau des joues : tout cela concourt à distiller une certaine sensualité.